# Pierre de Gondi (Kardinal)

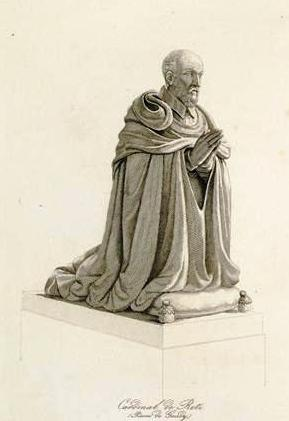
Kardinal Pierre de Gondi

Pierre de Gondi (* 1533 in Lyon; † 17. Februar 1616) war ein französischer Bischof und Kardinal italienischer Abstammung.

## Leben
Pierre de Gondi wurde als zweiter Sohn des in Lyon niedergelassenen Händlers und Bankiers Guidobaldo oder Antoine de Gondi (1486–1560) und dessen Ehefrau Marie Catherine Pierrevive, der Tochter eines receveur du domaine (Steuereinzieher der königlichen Domäne) geboren. Dank der Gunst der im Jahr 1533 mit Heinrich von Orléans, dem künftigen Heinrich II. (1519–1559) vermählten Katharina von Medici (1519–1589) erhielt seine Mutter später das Amt der gouvernante des enfants de France (Gouvernante der königlichen Kinder Frankreichs), sein Vater jenes des maître d’hôtel (Haushofmeister) des jungen Herzogs von Anjou, dem späteren Heinrich III. (1551–1589).
Pierre de Gondi wurde im Jahr 1565 zum Bischof von Langres erhoben und im Jahr 1569 zum Bischof von Paris. Er hatte ferner die Ämter des Kanzlers und Kaplans (chancelier et grand aumônier) der seit 1570 mit dem König Karl IX. (1550–1574) verheirateten Elisabeth von Österreich (1554–1592) inne. Am 18. Dezember 1587 wurde er von Papst Sixtus V. in das Kardinalskollegium aufgenommen und erhielt die Titelkirche San Silvestro in Capite, er wurde zum Botschafter in Rom erhoben, wo er mehrere diplomatische Missionen für Heinrich III. und Heinrich IV. erfüllte.
Pierre de Gondis älterer Bruder war der Herzog von Retz Albert de Gondi, dessen Sohn Henri Pierre de Gondis Koadjutor und Nachfolger wurde. Sein jüngerer Bruder war der Galeerengeneral Charles de Gondi.